# Гончаров, Пётр Иванович
Пётр Иванович Гончаров (1923—1945) — участник Великой Отечественной войны, командир взвода 124-го танкового полка 52-й армии 1-го Украинского фронта, старший лейтенант. Герой Советского Союза.

## Биография
Родился 25 сентября 1923 года на хуторе Куреный (ныне — Подгоренского района Воронежской области) в семье крестьянина. Русский.
Окончил 10 классов.
В Красной Армии с 1941 года. В 1943 году окончил Ульяновское танковое училище. Член ВКП(б)/КПСС с 1945 года.
В боях Великой Отечественной войны с декабря 1943 года. Командир взвода 124-го танкового полка старший лейтенант Петр Гончаров отличился в январе 1945 года. Взвод под его командованием прорвал оборону противника в районе населённого пункта Мацейовице (юго-восточнее г. Хмельник, Польша), захватил его, уничтожив много фашистов. 12-24 января взвод Гончарова прошёл с боями 320 км, первым вышел к Одеру на подступах к г. Бреслау (ныне Вроцлав, Польша). Уничтожил десятки орудий, миномётов, автомашин и большое количество солдат и офицеров противника.
Погиб 8 февраля 1945 года — машина Гончарова была подбита, экипаж сражался до конца и сгорел вместе с танком.
Похоронен в г. Болеславец, Польша.

## Награды
- Указом Президиума Верховного Совета СССР Петру Ивановичу Гончарову 10 апреля 1945 года было присвоено посмертно звание Героя Советского Союза.
- Награждён орденами Ленина, Отечественной войны 1 степени, Красной Звезды и медалями.

## Память
- В селе Семейки Подгоренского района Воронежской области Герою установлен памятник[2].
- В хуторе Куренное Герою установлен бюст.
- Сапринской школе присвоено имя Гончарова Петра Ивановича, в 2007 году на здании школы ему была установлена памятная доска[3].